# Khối núi Andringitra
Khối núi Andringitra là một khối núi đá granite tọa lạc bên trong vườn quốc gia Andringitra tại Madagascar. Pic Boby,  đỉnh cao nhất, tại độ cao 2658 m (8,720 ft). Ngày nay, chủ yếu được người chăn nuôi và người chăn cừu chiếm đóng, họ liên tục di chuyển để tìm những bãi gặm cỏ tươi cho đàn gia súc. Gần đây, nhiều du khách và nhà thám hiểm đến thăm khu vực vì nó cung cấp cả cơ hội đi bộ đường dài nhiều và du hành với trang bị sau lưng, cũng như cảnh quan tuyệt đẹp và hình thành địa chất.

## Địa chất
Khối núi tọa lạc tại khu vực tương đối ổn định về mặt địa chất, mặt đất thời kỳ Tiền Cambri rắn, đó là bằng chứng sự thật những ngọn núi được hình thành do sự kiện núi lửa phun tương đối bất ngờ. Ngọn núi có nhiều vách đá sắc nhọn và dốc, cũng như một số hình thành núi lửa. Khối núi Andringitra chứa nhiều vị trí xói mòn đá ngoạn mục, hình thành qua hàng triệu năm.